# حديقة النباتات
حديقة النبات (بالفرنسية: Jardin des Plantes)‏ هي حديقة من حدائق مدينة باريس تقع غير بعيد عن معلمين هامين بالنسبة للسائح العربي هما: مسجد باريس الكبير أوالمعهد الإسلامي (وفيه أكبر مساجد باريس) ، ومعهد العالم العربي. وتعتبر كأحد أهم المعالم السياحية والمواقع الأثرية في باريس. وتقع في الدائرة الخامسة في باريس.

## التاريخ
يرجع الفضل في تأسيس الحديقة سنة 1626 في عهد لويس الثالث عشر وإلى إثنين من أطباء الملك وذلك لإقامة (معمل تجريبي طبيعي) للنباتات الطبية، إلا أنها أُفتتحت للجمهور عام 1650, وفي عهد الثورة خُصصت كمتحف للتاريخ الطبيعي.

## مكوناتها

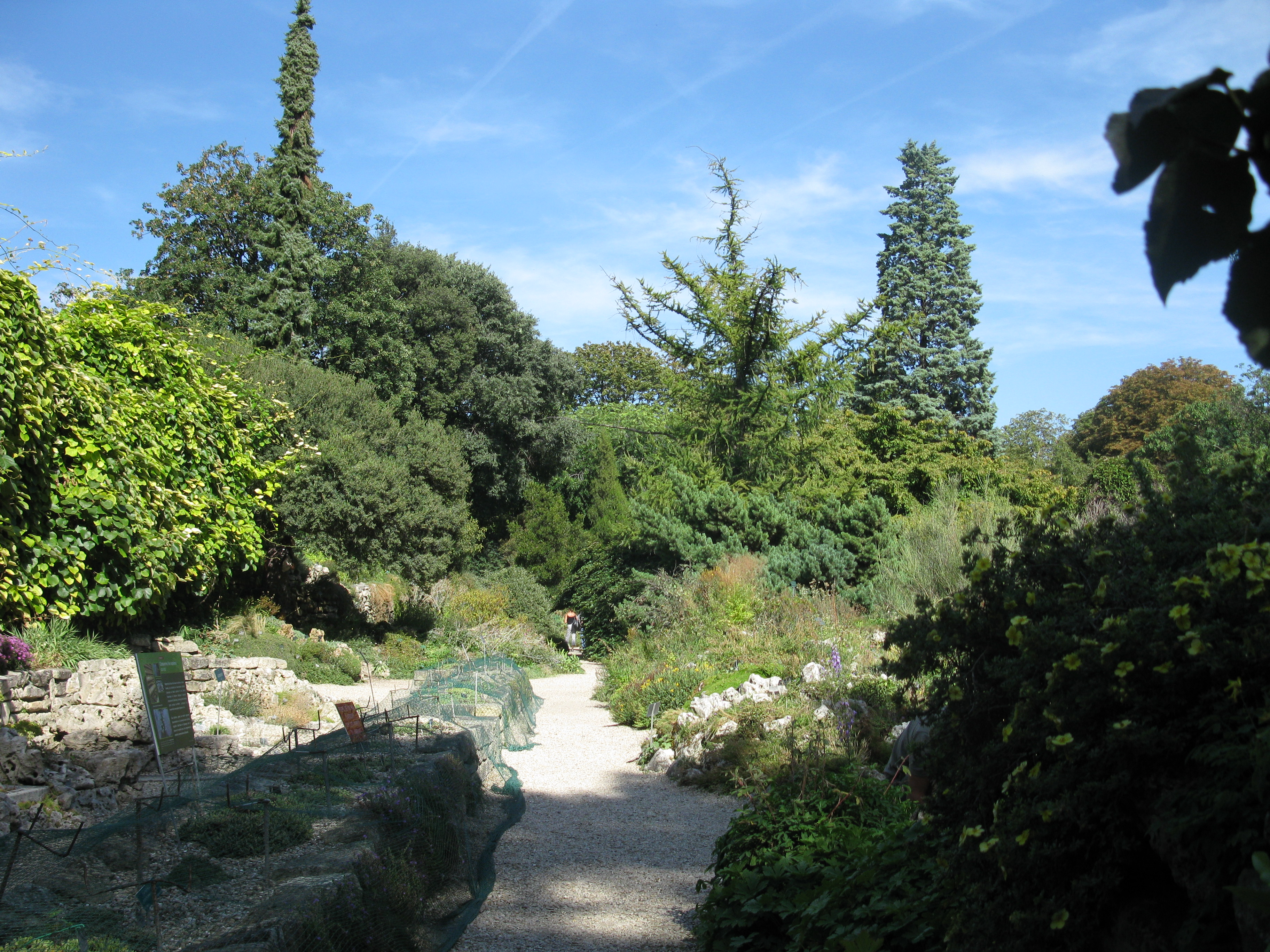
جزء من الحديقة

وهي تضم حديقة حيوانات صغيرة (عدد من الثدييات والزواحف والحشرات..) بالإضافة إلى مجموعة من المتاحف الصغيرة: كجناح المعدنيات الذي يضم مجموعة كبيرة من البلورات المعدنية الضخمة، وجناح الحفريات، وجناح الحشرات، وأخيرا الجناح الكبير الذي أُعيد افتتاحه في آخر يونيو 1994 بعد ان ظل مغلقا لمدة 29 سنة، والذي يعود تاريخ تشييده إلى سنة 1889. كما تضم الحديقة قسمين لنباتات المناطق الحارة، ونباتات المناطق الاستوائية، ويضم الجناح الكبير أكثر من 800 هيكل حيوانى وحيوانات محنطة (دون حسبة الفقاريات) ويتم فيه عرض هياكل بعض الحيوانات المنقرضة (ديناصور و ماموث...) ، ويشغل أكثر من 6000 متر مربع.

## معرض صور

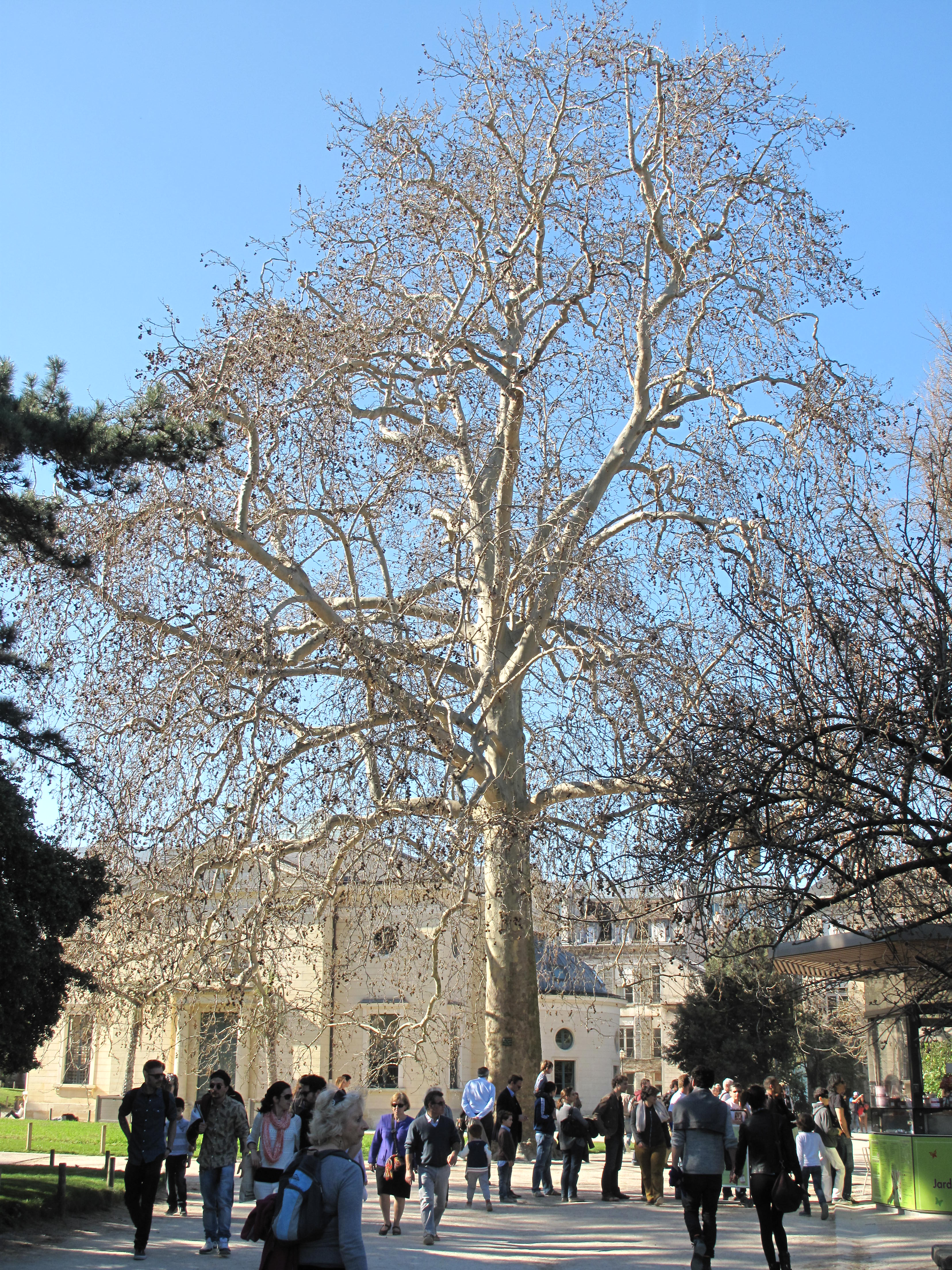
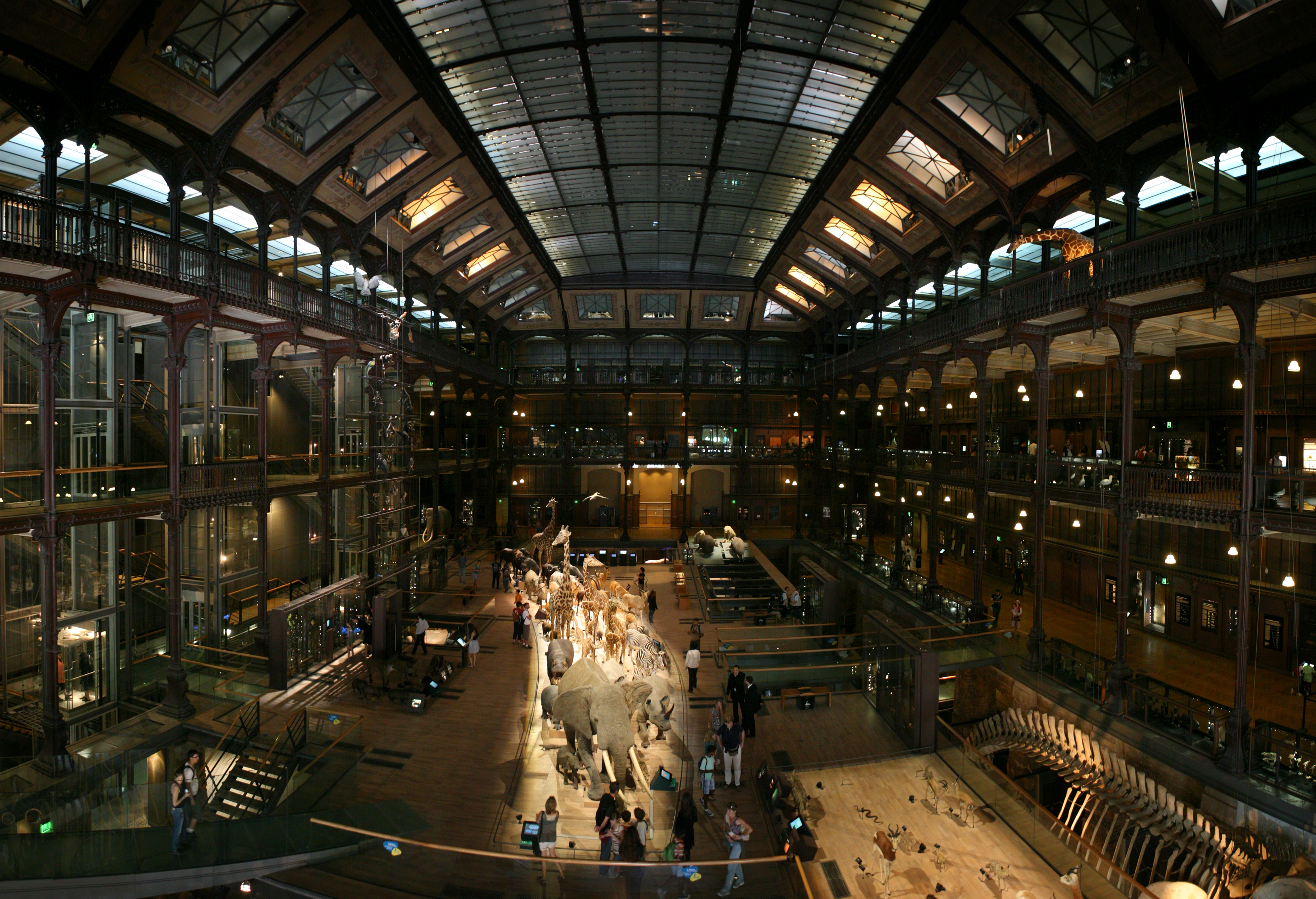
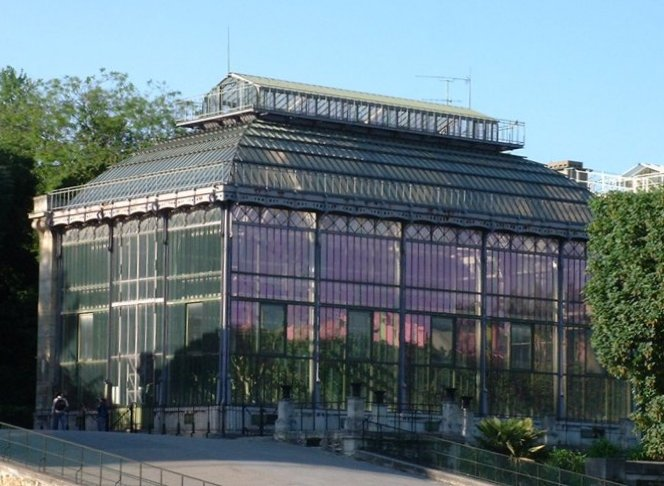
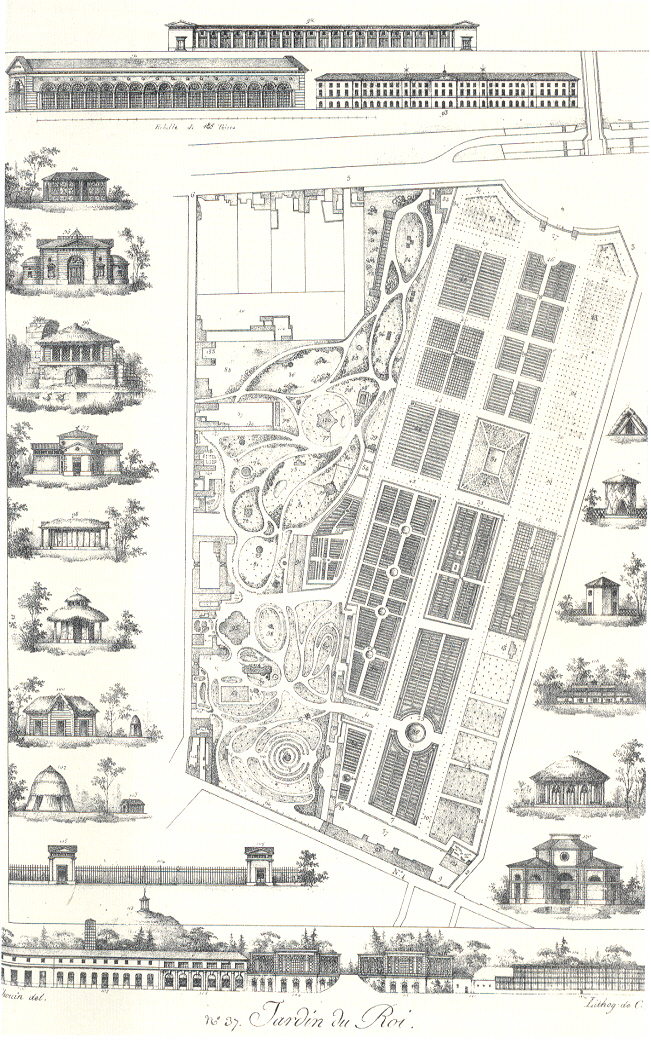
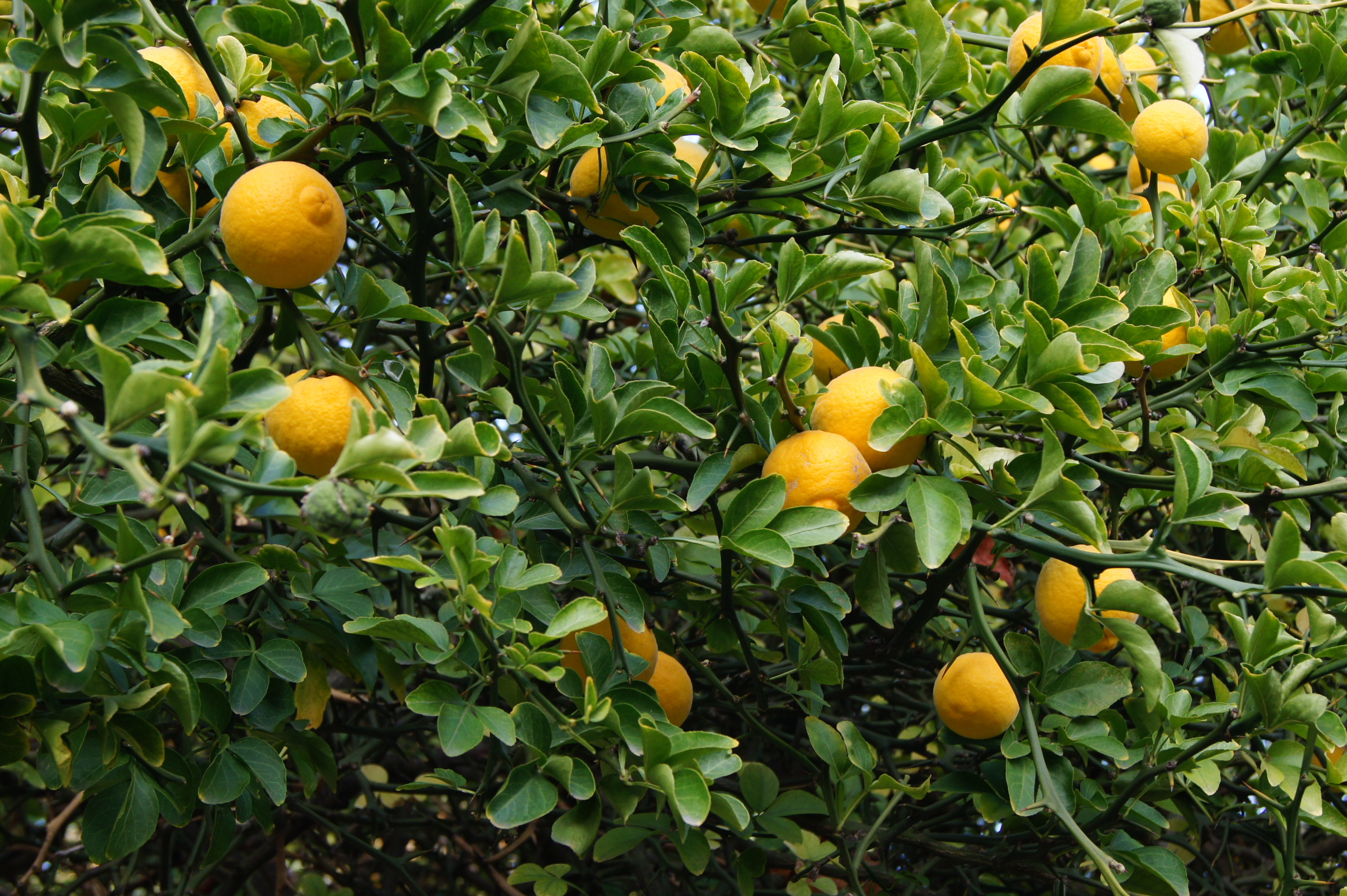

## انظر أيضاً

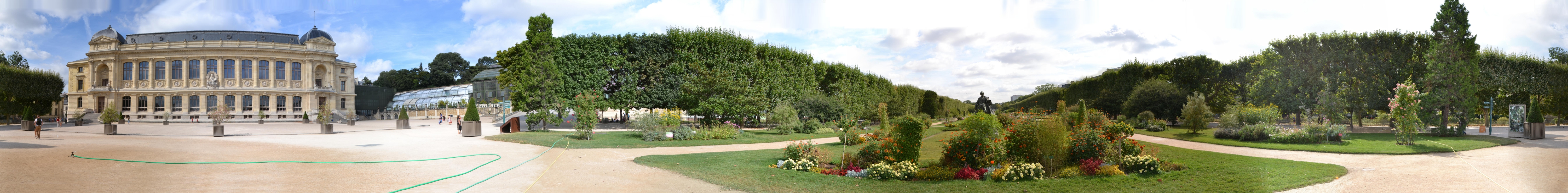
صورة بانورامية